# Södermanlands runinskrifter 155
Södermanlands runinskrifter 155 är vikingatida runstensfragment av gråröd granit i Söderby, Runtuna socken och Nyköpings kommun. Stenen har varit försvunnen men fragment har återfunnits. 1959 återfanns stenens tidigare okända topp och ytterligare fragment påträffades 1993.

## Inskriften
Translitterering av runraden:
× (b)[r]yniulfr [skiu · auk] anuntr [· rai...](t)u · at · ulf · faþur · sin · auk : ans ...-- almgautr · -... ...ehs · sni[aliʀ : tr]ikiaʀ [:]
Normalisering till runsvenska:
Bryniulfʀ, skiu ok Anundr ræi[s]tu at Ulf, faður sinn, ok hans ... Almgautr ... ..., snialliʀ drængiaʀ.
Översättning till nusvenska:
Brynjulv, <skiu> och Anund reste (stenen) efter Ulv, sin fader, och hans ... Almgöt ... raska män.